# Servië op het Eurovisiesongfestival 2012
Servië nam deel aan het Eurovisiesongfestival 2012 in Bakoe, Azerbeidzjan. Het was de zesde deelname van het land aan het Eurovisiesongfestival. De RTS was verantwoordelijk voor de Servische bijdrage voor de editie van 2012.

## Selectieprocedure
In 2012 werd de Servische inzending voor het songfestival voor het eerst geheel intern geselecteerd. In plaats van een nationale voorronde te houden, koos de RTS rechtstreeks één artiest die het land mocht gaan vertegenwoordigen. Dit werd Željko Joksimović, die in 2004 al met veel succes aan het songfestival deelnam voor Servië en Montenegro. Hij componeerde het nummer Nije ljubav stvar en ging hiermee naar Bakoe.

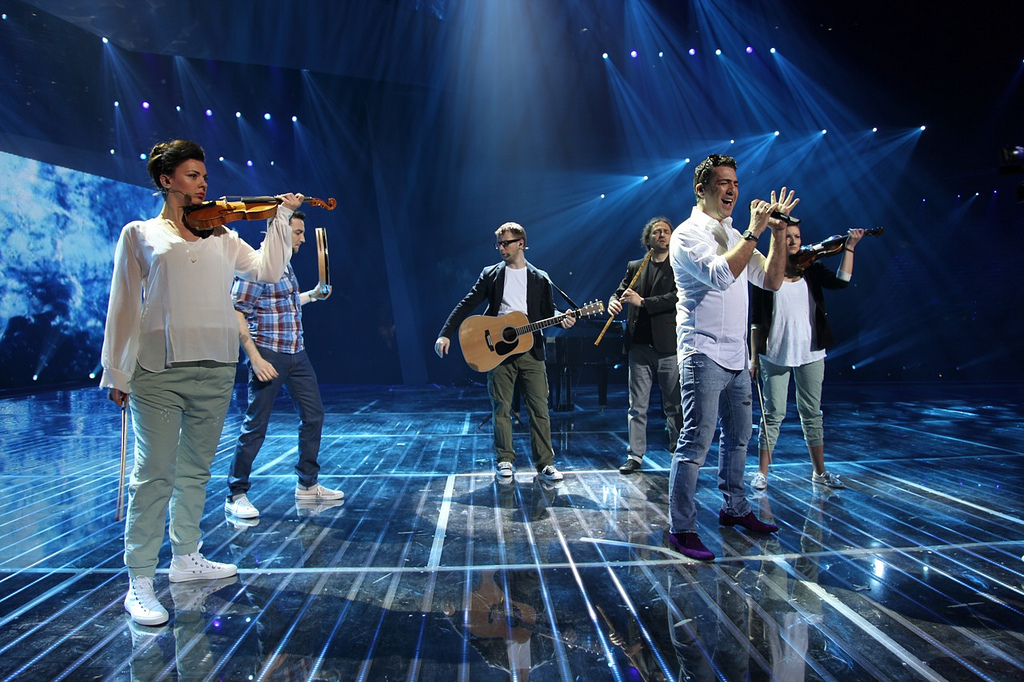
Željko Joksimović tijdens het Eurovisiesongfestival 2012

## In Bakoe
Servië nam deel aan de tweede halve finale van het songfestival. Joksimović trad hier als eerste aan en kwalificeerde zich met gemak voor de finale. Later werd bekend dat Servië in de halve finale de tweede plek had bereikt, achter Zweden. Van Bulgarije, Frankrijk, Macedonië en Slovenië kreeg de Servische inzending het maximum van 12 punten.
In de grote finale zelf bereikte Servië de derde plek met 214 punten, achter Zweden en Rusland. Opnieuw kreeg Joksimović viermaal het maximum van twaalf punten, dit keer van Bulgarije, Kroatië, Montenegro en Slovenië. De derde plaats betekende het beste Servische songfestivalresultaat na de winst van het land in 2007.
2007 · 2008 · 2009 · 2010 · 2011 · 2012 · 2013 · 2014 · 2015 · 2016 · 2017 · 2018 · 2019 · 2020 · 2021 · 2022 · 2023 · 2024 · 2025
Albanië · Azerbeidzjan · België · Bosnië en Herzegovina · Bulgarije · Cyprus · Denemarken · Duitsland · Estland · Finland · Frankrijk · Georgië · Griekenland · Hongarije · Ierland · IJsland · Israël · Italië · Kroatië · Letland · Litouwen · Macedonië · Malta · Moldavië · Montenegro · Nederland · Noorwegen · Oekraïne · Oostenrijk · Portugal · Roemenië · Rusland · San Marino · Servië · Slovenië · Slowakije · Spanje · Turkije · Verenigd Koninkrijk · Wit-Rusland · Zweden · Zwitserland